# 六甲蜜胺
六甲蜜胺（英語：Altretamine）是一种化疗药物，属三聚氰胺（蜜胺）的衍生物。它在1990年由美国食品药品监督管理局（FDA）批准以Hexalen的商品名上市。

## 用途
六甲蜜胺主要用于治疗卵巢癌。它不属于一线药物，但其低毒性使其常用于顺铂或其他烷化剂治疗后仍反复发作或对治疗无应答的卵巢癌，尤其是晚期癌症的姑息疗法。
六甲蜜胺也可用于治疗其他癌症（一般与其他化疗药物合用），如支气管肺癌、乳腺癌、恶性淋巴瘤、子宫内膜癌、慢性粒细胞白血病等。

## 作用机理
六甲蜜胺的具体作用机理仍不是特别清楚——一般来说将它列为烷化剂，如MeSH的分类；ATC则将其列为“其它抗肿瘤药”。

目前较为普遍接受的说法是六甲蜜胺的其中一些分解产物起到了类似烷化剂的抗癌作用。口服六甲蜜胺后，肝脏中的细胞色素P450会催化其进行氧化与N-去甲基化，生成活性产物N-(甲基羟基)三聚氰胺（如三甲密醇，如下圖中的 Carbinolamine metabolite），后者在细胞内进一步脱甲基生成甲醛、甲醇胺、亚胺離子（圖中的 Reactive iminium ion ）等中间体。这些小分子能够与DNA或蛋白質反应生成共价键，引起DNA的烷基化、双链间交联及与蛋白质间的交联，从而损害DNA，抑制DNA的复制和转录，使癌细胞死亡。

六甲蜜胺藥物化學機轉

也有研究认为六甲蜜胺是一种二氢叶酸还原酶抑制剂，通过抑制二氢叶酸还原酶起到抗代谢物的作用，阻碍癌细胞的DNA、RNA与蛋白质合成。主要支持的论据是六甲蜜胺与烷化剂无交叉抗药性。
由于六甲蜜胺极难溶于水，它只能通过口服给药且生物利用度较低，这因此限制了它在临床上的进一步应用。

## 不良反应
常见副作用包括恶心、呕吐、腹泻、周围神经病及骨髓抑制等。其中肠胃和神经毒性是剂量限制性毒性，可分别通过服用止吐剂及与维生素B6合用来缓解；但后者可能会显著降低六甲蜜胺/顺铂联合化疗的效果。骨髓抑制则较轻，一般见于给药后3~4周，停药后1周即可恢复。
单胺氧化酶抑制剂（MAOI）与六甲蜜胺合用会引起严重的直立性低血压；西咪替丁则可增加此药的生物半衰期和毒性。
六甲蜜胺具有弱致突变性。